# Giovanni Martino Soldati
Giovanni Martino Soldati (* 17. April 1747 in Olivone; † 5. Dezember 1831 ebenda) war ein Schweizer Chocolatier, Unternehmer, Politiker, Tessiner Grossrat und Wohltäter.

## Leben
Giovanni Martino Soldati war Sohn des Carlo Francesco und dessen Ehefrau Agnese Bon. Er heiratete Teresa Barera, Tochter des Giovan Alberto. Als gelernter Chocolatier in Mailand wanderte er schon in jungen Jahren nach Amsterdam aus und knüpfte von diesen beiden Städten aus ein Netz von Geschäftsbeziehungen von internationalem Ausmass, das er von Olivone aus leitete. Er belieferte zahlreiche Bleniese-Schokoladenhersteller in ganz Europa und insbesondere in der Lombardei. Mit seinen Kolonialprodukten häufte er ein beträchtlichen Vermögen an, das er u. a. in Bauernhöfen und Kreditgeschäften anlegte.
Als Politiker bekleidete er verschiedene Ämter und war Abgeordneter im Tessiner Grossrat von 1808 bis 1813, in dem er 1811 für die Abtretung des Bezirks Mendrisio an das Königreich Italien stimmte. Als Philanthrop engagierte er sich besonders im Bereich der Bildung und trug entscheidend zur späteren Gründung des Pio Istituto von Olivone bei. Er war eine paradigmatische Figur des subalpinen Kaufmanns, der auf lokaler, lombardischer und europäischer Ebene tätig war und sich durch den Umfang und den Erfolg seiner Handelsgeschäfte auszeichnete.